# Turk (rappare)
Tab Virgil, Jr, mer känd under sitt artistnamn Turk (ibland "Young Turk" eller "Lil Turk"), är en amerikansk rappare från New Orleans i Louisiana. 
Turk är mest känd för sin tid med Cash Money Records och med Hot Boys. Hans debutalbum Young & Thuggin' som släpptes 2001 blev en topp 10 hit på Billboard 200 och sålde guld i USA. Efter splittringen av Hot Boys 2002 undertecknade Turk ett kontrakt värt flera miljoner dollar med producenten Ke'Noe på Labratory Recordz och släppte två album, Raw & Uncut och Penitentiary Chances. 
2005 dömdes Turk till 14 års fängelse för inblandning i ett skottdrama 2004 där han sköt mot poliser. Medan Turk satt i fängelse släppte Ke'Noe två andra album med outgivna eller återvunna låtar av Turk, Still a Hot Boy och Convicted Felons. Turk ryktas ha undertecknat ett nytt kontrakt med Birdman och Cash Money, men har också bildat ett eget skivbolag, YNT eller Young N Thuggin Entertainment. 

## Diskografi
Källa: allmusic.com
- 2001 - Young & Thuggin'
- 2003 - Raw and Uncut
- 2004 - Penitentiary Chances
- 2005 - Still a Hot Boy
- 2006 - Convicted Felons
- 2008 - Bout to Blow
- 2013 - Louisianimalz, Vol. 1
- 2015 - Get Money Stay Real, Volume 2
- 2018 - Rehab